# Giuseppe Loss
Giuseppe Loss (Caoria, 13 gennaio 1831 – Venezia, 11 maggio 1880) è stato un giurista, naturalista e pioniere dell'alpinismo Trentino. Nel 1865 effettuò la prima ascensione della Cima Tosa, al suo tempo la cima più alta nelle Dolomiti di Brenta.

## Biografia
Giuseppe Loss nacque a Caoria, nella Valle del Vanoi, da Domenico Loss e Caterina Negrelli, sorella di Luigi e Giuseppina Negrelli. Studiò giurisprudenza e iniziò la sua carriera da giurista nella pubblica amministrazione dell'Impero austro-ungarico. Ricevette incarichi presso i tribunali distrettuali di Stenico e Cles. Nel 1876 fu nominato capitano distrettuale a Cles e nel 1879 a Primiero.
Loss fu anche un appassionato botanico e geologo. Scoprì il Botrychium simplex, una specie del Botrychium e l'Asplenium lepidum. Parte del suo erbario è conservato presso il Museo regionale tirolese Ferdinandeum a Innsbruck. Scrisse inoltre varie opere di carattere naturalistico sul Trentino. I suoi manoscritti furono poi d'aiuto al cugino Ottone Brentari per i suoi studi.
Ma fu soprattutto la sua attività da alpinista che lo rese famoso. È considerato uno dei pionieri dell'alpinismo Trentino e fu all'epoca l'unico alpinista Trentino di una certa importanza. Scalò per primo insieme ad altri cinque compagni di cordata il 20 luglio 1865 la Cima Tosa nelle Dolomiti di Brenta, anticipando per quattro giorni l'irlandese John Ball.
Nel 1880 dovette lasciare la carica di capitano distrettuale a Fiera di Primiero per un male incurabile. Si spostò a Venezia per curarsi dove morì poco dopo.

## Opere
- L'Anaunia: saggio di geologia delle alpi tridentine, Seiser, Trento s.d.
- Illustrazione delle piante figurate di Pier Andrea Mattioli botanico del secolo decimosesto, Küpper-Fronza, Trento 1870
- Del caseificio, ovvero, Trattato teorico pratico razionale per la fabbricazione del butirro e formaggio ed altri prodotti del latte, Küpper-Fronza, Trento 1871
- L'alta val di Sole: escursioni nel 1871: saggio d'illustrazione delle Alpi trentine, Seiser, Trento 1871
- Da Predazzo a Primiero: impressioni di viaggio, Seiser, Trento 1873
- La Valle di Non: saggio d'illustrazione delle Alpi trentine, Seiser, Trento 1873
- Della riproduzione artificiale dei pesci: istruzione popolare, Margoni, Cles 1874
- Il Sassmaor e Cima d'Asta: tratti geologici su Primiero e Borgo, Seiser, Trento 1875